# Marais du Mès
Cet article concerne uniquement les « Marais du Mès ». Pour ceux de Guérande, voir Marais salants de Guérande.
Les marais du Mès sont une zone de marais salants située en France, dans l'ouest du département de la Loire-Atlantique, non loin de l'embouchure de la Vilaine. Leur superficie est d'environ 600 ha (6 km²). 
Les marais salants de Guérande leur sont associés dans le cadre du « Bassin salicole de la presqu'île guérandaise », bien qu'au sens strict, ceux-ci sont situés à une vingtaine kilomètres plus au sud, au sud-ouest de la ville de Guérande.

## Géographie
Les marais du Mès font bien partie de l'ensemble des marais salant de la presqu'île guérandaise, mais sont localisés au nord de cette ville, au sud de l'embouchure de la Vilaine, sur le territoire des communes d'Assérac, Mesquer et Saint-Molf.  
Ils occupent la partie orientale du traict de Pen Bé, une échancrure de la côte, s'ouvrant à l'ouest vers l'océan Atlantique entre la pointe de Merquel et Pen-Bé. Entre cette ouverture et les marais salants s'étend une zone d'estran (les traicts de Pen-Bé au nord et de Rostu au sud) découverte à marée basse et recouverte à marée haute. Au milieu de ces deux traicts, l'étier de la Barre relie l'océan et les marais ; cet étier est l'embouchure du ruisseau du Mès, cours d'eau d'une vingtaine de kilomètres qui prend sa source à Guérande et donne son nom à la région.

## Activité humaine
Les marais du Mès sont constitués de salines entretenues et exploitées par les paludiers. Les marais salants de Pont d'Armes font partie du bassin versant du Mès. Entièrement façonnés par le labeur de l'homme, les marais s'organisent par une succession d'étiers, de bassins, de talus, de canaux, pour former les salines. Tous ces bassins, séparés les uns des autres, ont pour vocation de favoriser le réchauffement de l'eau de mer par le soleil en accélérant ainsi son évaporation.

## Intérêt écologique
Les lagunes côtières correspondent à des étendues d'eaux côtières peu profondes, de salinité et de volume d'eau variables, séparées de la mer par une barrière de sables, de galets ou par une digue marine. Cet habitat, par sa population abondante d'invertébrés, constitue la base alimentaire de plusieurs espèces de poissons et de l'avifaune qui l'utilise également comme site de ponte ou de repos, telle que l'avocette élégante ou la gorgebleue à miroir. La loutre d'Europe, mammifère semi-aquatique, fréquente aussi les eaux de surface poissonneuses. Elle a gagné les lieux depuis la Brière et y trouvent les conditions d'habitat et de ressources alimentaires qui lui sont nécessaires.

## Classement et distinction
Les marais de la Mès sont inscrits à la liste des zones humides d'importance internationale de la Convention de Ramsar depuis septembre 1995, conjointement avec les marais salants de Guérande (zone humide d’importance internationale, 52 km² classés) et à la liste des sites naturels Natura 2000 conjointement avec la baie et les dunes de Pont-Mahé, l'étang du Pont de Fer et l'île Dumet (23,04 km² classés).

## Photos

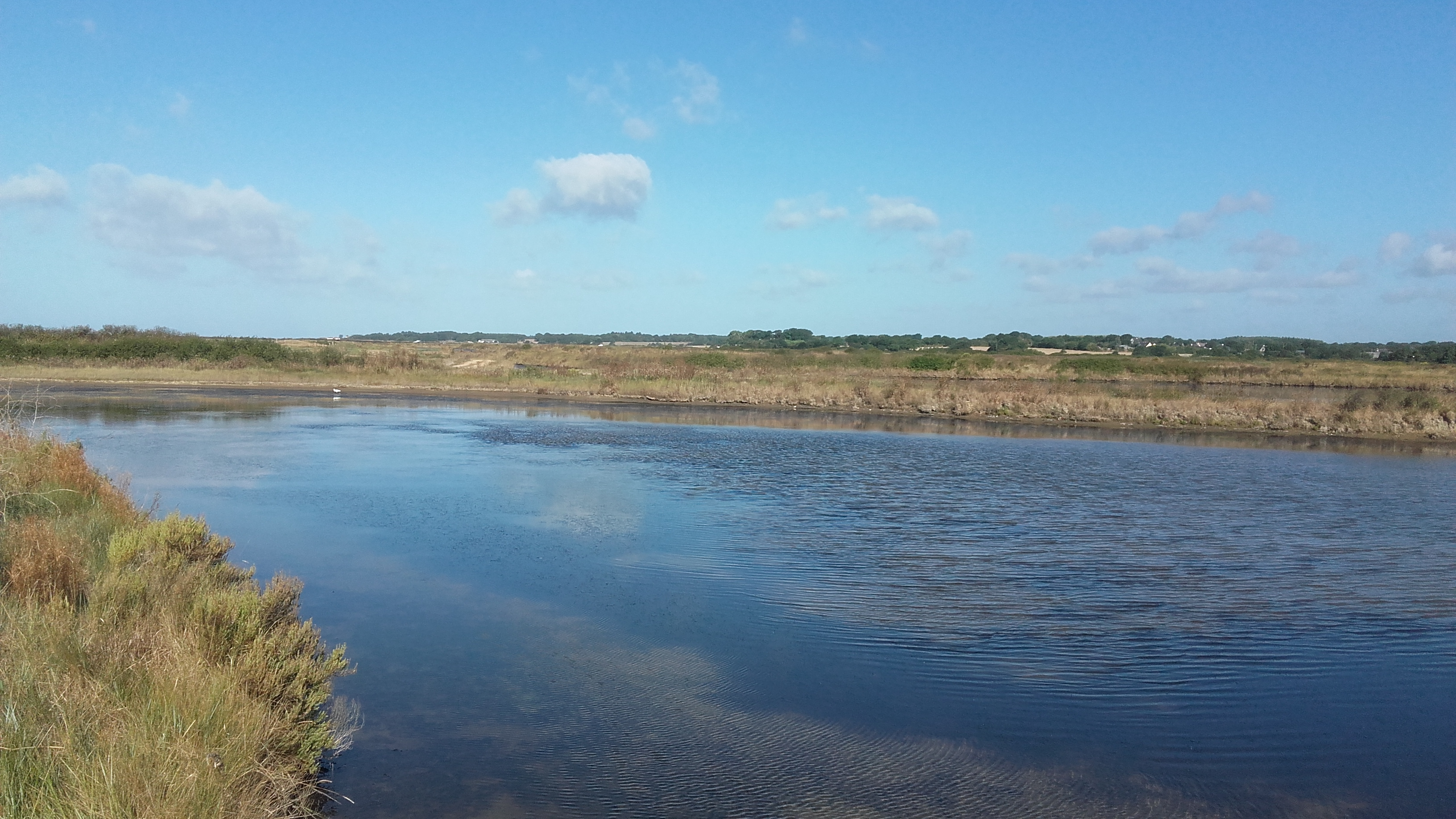
Œillets
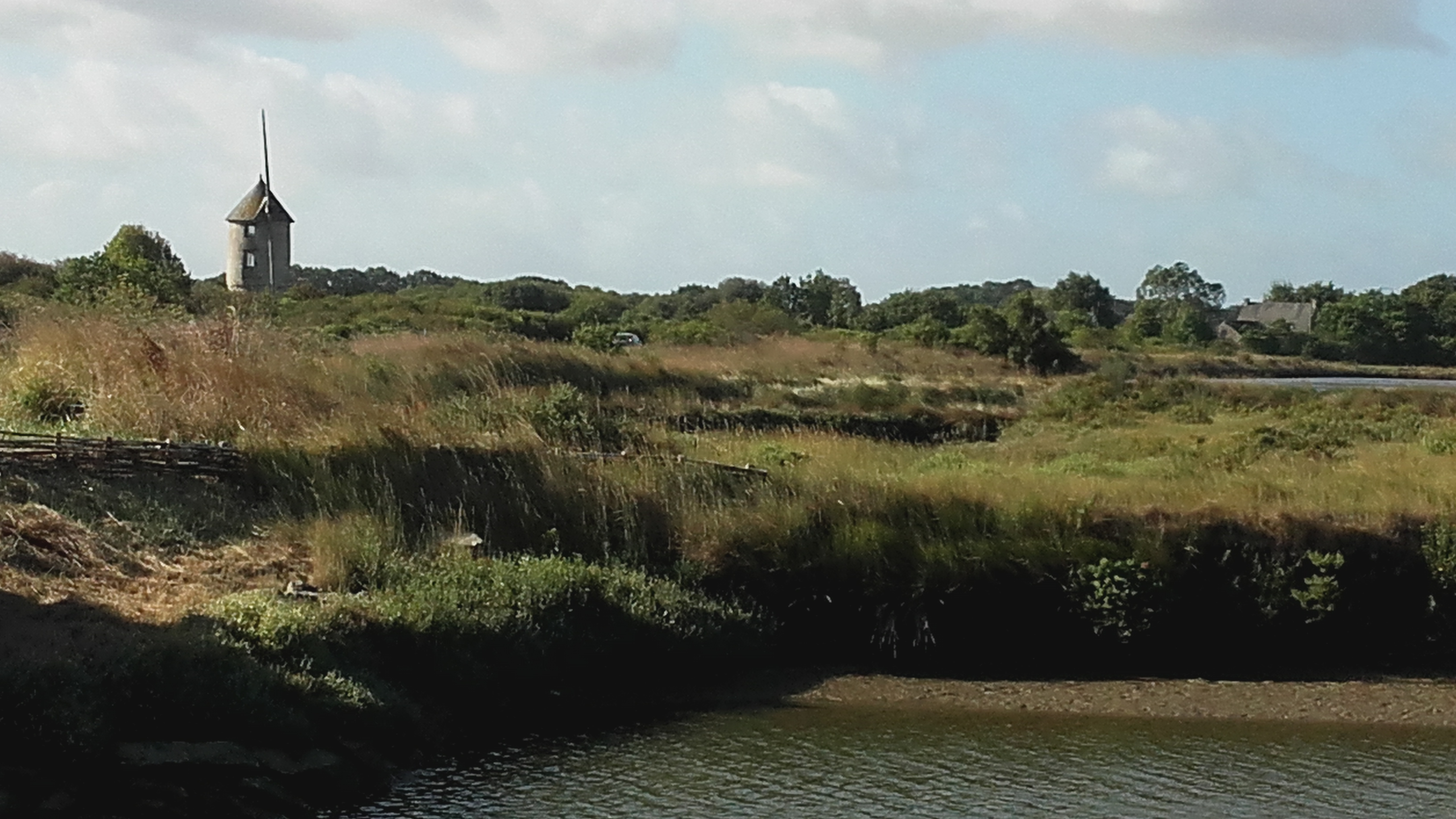
Marais du Mès et moulin Marchand, en direction de Saint-Molf
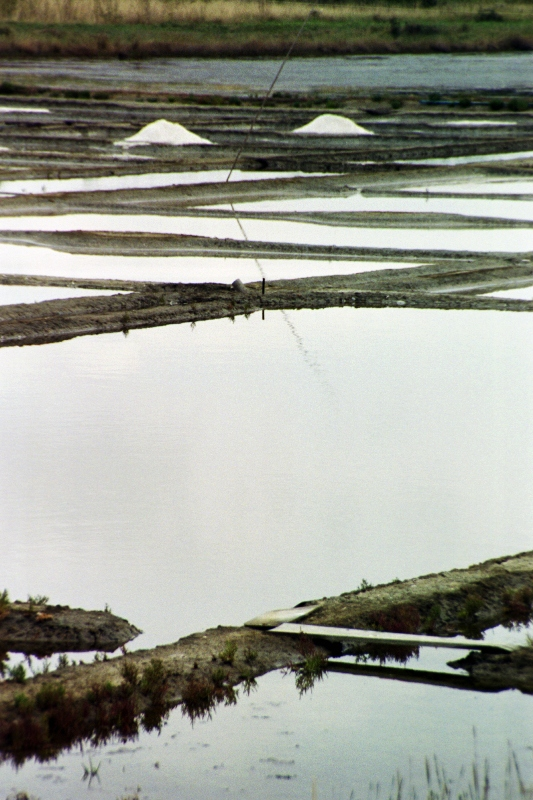
Œillets
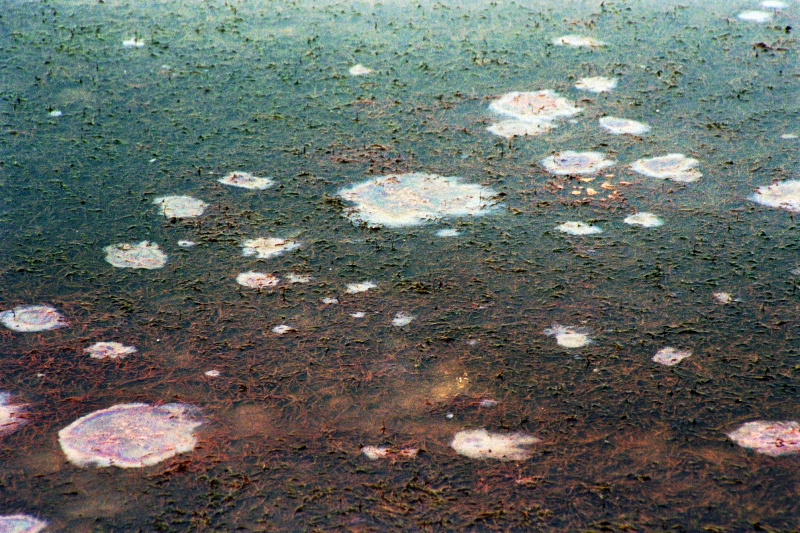
Formation du sel dans un bassin de décantation